# Rhadinoscelidia halimunensis
Rhadinoscelidia halimunensis (лат.) — вид ос-блестянок рода Rhadinoscelidia из подсемейства Loboscelidiinae. Юго-Восточная Азия: Индонезия (провинция Западная Ява, Gunung Halimun National Park).

## Описание
Мелкие осы-блестянки с красновато-коричневым гладким и блестящим телом. Длина тела 2,7 мм, длина переднего крыла 3,5 мм. От близких видов отличается следующими признаками: скапус усика с прозрачным фланцем на базальной 1/4 свой длины; лоб со срединным килем раздвоенным у верхнего конца около переднего края переднего оцеллия. Усики 13-члениковые.
Затылок с тремя простыми глазками расположен высоко над местом прикрепления к шее. Пронотум длиннее своей ширины, с боков округлый. Усики прикрепляются горизонтально на носовом фронтальном выступе. Жилкование редуцированное. Биология неизвестна, но предположительно, как и другие виды подсемейства или мирмекофилы, или паразитоиды, которые в качестве хозяев используют яйца палочников (Phasmatodea). Вид был впервые описан в 2003 году индонезийским энтомологом Росихоном Убайдиллахом (Rosichon Ubaidillah, Museum Zoologicum Bogoriense, Research Center for Biology, Indonesian Institute of Science (LIPI), Cibinong, Богор, Индонезия).